# Маргарета Ліндаль
Маргарета Ліндаль  (швед. Margaretha Lindahl, 20 жовтня 1974) — шведська керлінгістка, олімпійська медалістка.

## Виступи на Олімпіадах
| Олімпіада   | Дисципліна | Місце |
| ----------- | ---------- | ----- |
| Нагано 1998 | керлінг    | 3     |

## Зовнішні посилання
- Досьє на sport.references.com [Архівовано 13 листопада 2012 у Wayback Machine.]

| Kmjhksyscn | Це незавершена стаття про кьорлінґіста чи кьорлінґістку. Ви можете допомогти проєкту, виправивши або дописавши її. |